# Messe Düsseldorf

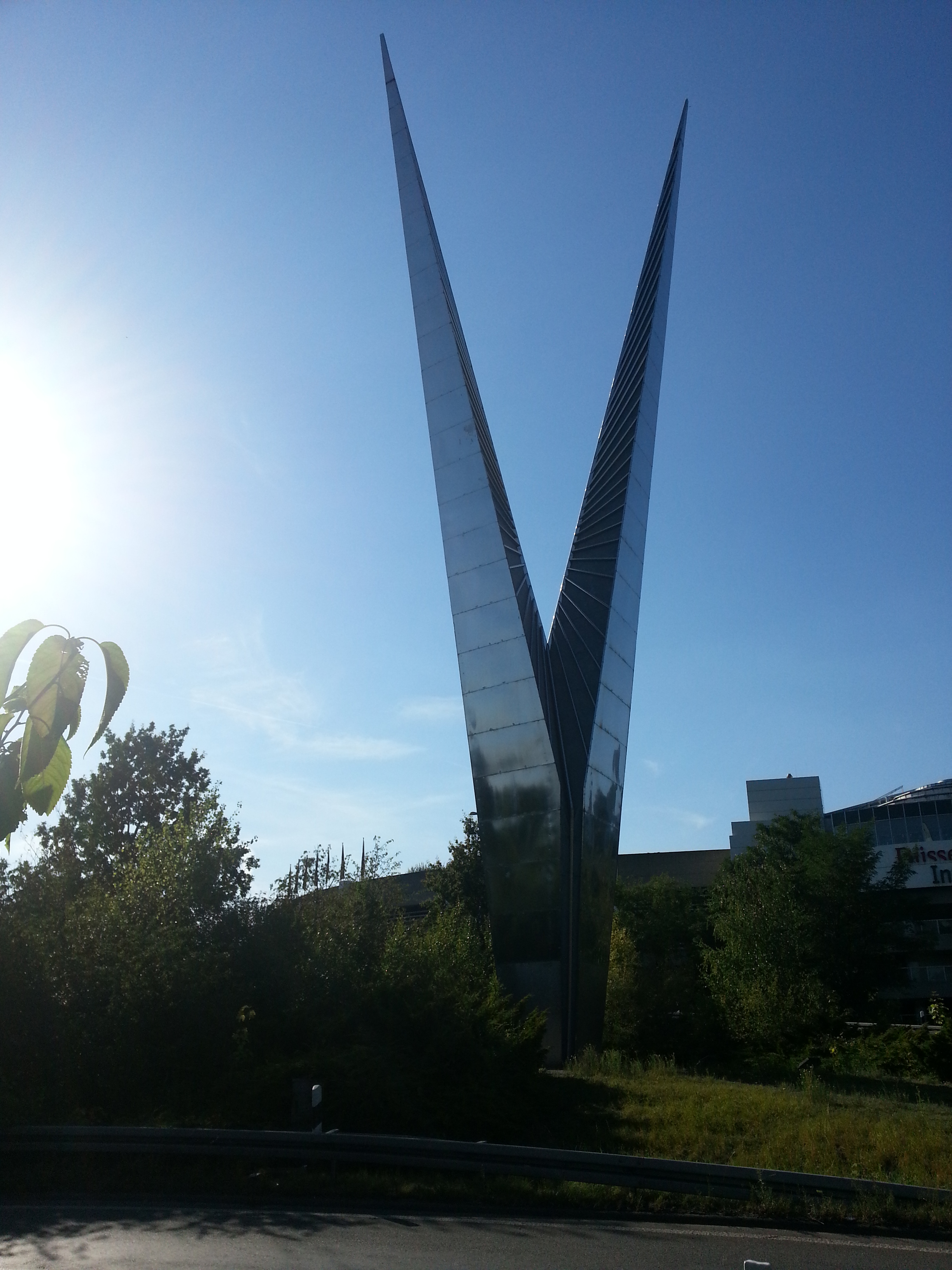
Wahrzeichen Messezeichen Pylon am Eingang des ehemaligen Messegeländes Düsseldorf, hier der neue Standort am Flughafen Düsseldorf

Die Messe Düsseldorf GmbH ist eine deutsche Messegesellschaft mit Sitz in Düsseldorf, Nordrhein-Westfalen. Das als NOWEA gegründete Unternehmen betreibt eines der größten Messegelände weltweit und gehört zu den international führenden Veranstaltern von Fachmessen. Die Düsseldorfer Messegesellschaft organisiert jährlich zahlreiche Messen und Kongresse in verschiedenen Branchen, darunter Maschinenbau, Gesundheit und Medizintechnik, Lifestyle und Beauty, Freizeit sowie Handel, Handwerk und Dienstleistungen.
Die Messe Düsseldorf wurde 1947 gegründet und hat sich seither kontinuierlich erweitert. Sie ist als private Kapitalgesellschaft organisiert, deren Gesellschafter unter anderem die Stadt Düsseldorf, das Land Nordrhein-Westfalen, die Industrie- und Handelskammer Düsseldorf und die Handwerkskammer Düsseldorf sind. Neben dem Betrieb des Messegeländes in Düsseldorf ist das Unternehmen auch weltweit aktiv und richtet internationale Veranstaltungen und Messen aus. Bekannte Messen der Messe Düsseldorf sind unter anderem die Boot Düsseldorf, die Medica, die Kunststoffmesse K, die Drupa und die Interpack.

## Geschichte

### Anfänge im 19. Jahrhundert
Die Messegeschichte Düsseldorfs beginnt im frühen 19. Jahrhundert. Den ersten Meilenstein stellte die „Erste Rheinische Gewerbeausstellung“ dar, die 1811 unter der Schirmherrschaft von Napoleon Bonaparte stattfand. Diese Ausstellung zielte darauf ab, das handwerkliche und industrielle Potenzial des Rheinlands, das zu jener Zeit unter französischer Verwaltung stand, zu präsentieren. Es war eine Schau der regionalen Wirtschaftskraft und fand großes Interesse sowohl bei der Bevölkerung als auch bei den ansässigen Unternehmen. Die Rheinprovinz und das Ruhrgebiet entwickelten sich in der Folge zu einem der führenden Zentren der Industrialisierung in Deutschland, und Düsseldorf nahm eine zentrale Rolle als Standort für gewerbliche und industrielle Präsentationen ein.
Im Verlauf des 19. Jahrhunderts festigte Düsseldorf seinen Ruf als Handels- und Ausstellungszentrum. Besonders die 1880 eröffnete „Rheinische Ausstellung für Industrie und Gewerbe“ trug maßgeblich zur Bedeutung der Stadt im Messewesen bei. Diese Ausstellung wurde von führenden Industriellen und Handelsvertretern der Region organisiert und zeigte eine breite Palette an technischen Innovationen und industriellen Erzeugnissen. Sie zog sowohl inländische als auch internationale Besucher an und markierte einen Wendepunkt in der Entwicklung der Stadt als Messeplatz. Düsseldorf etablierte sich zunehmend als Plattform für den Austausch zwischen Industrie, Handel und Wissenschaft und legte damit den Grundstein für die spätere Entwicklung der Messeaktivitäten im 20. Jahrhundert.

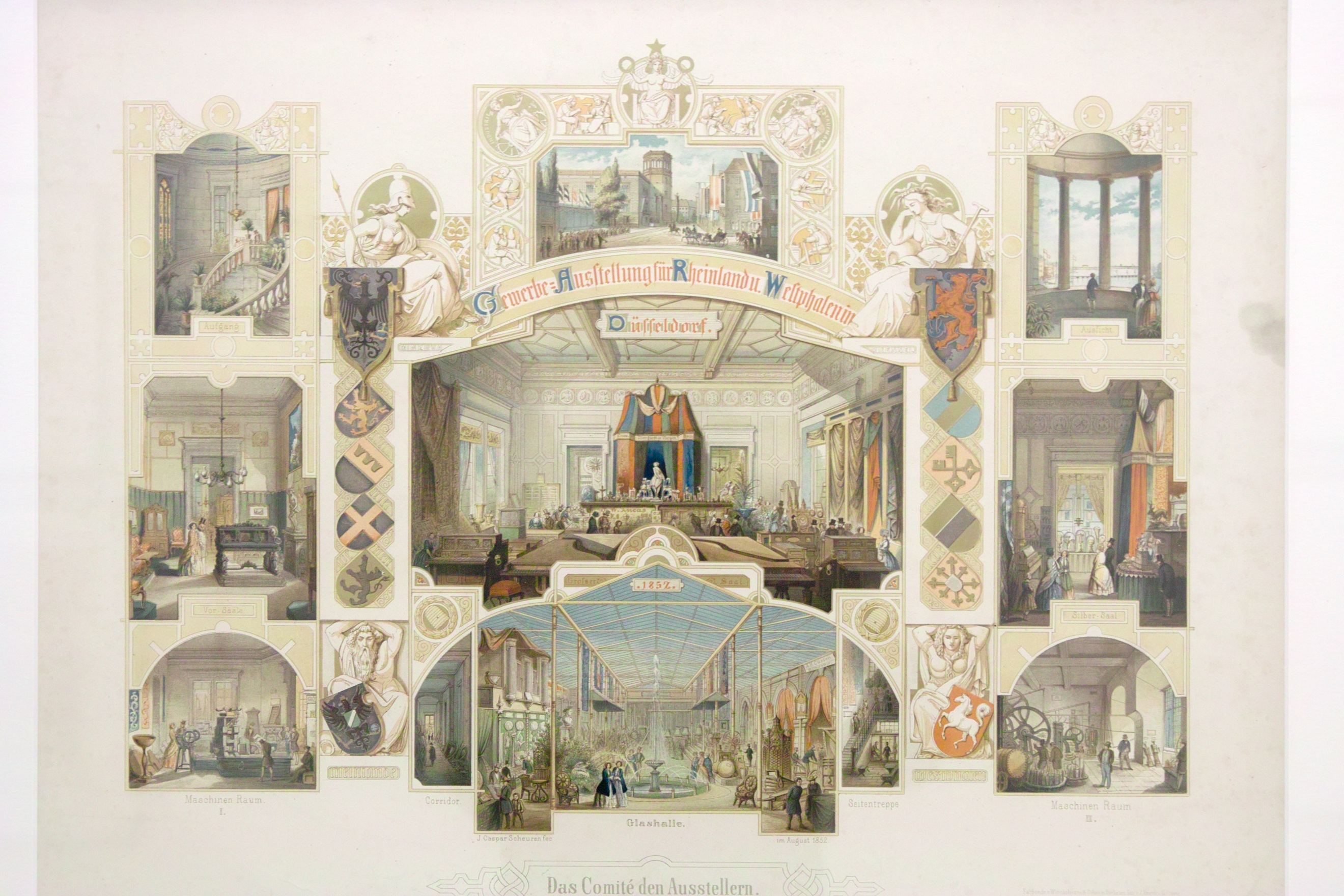
Illustration zur Provinzial-Gewerbe-Ausstellung für Rheinland und Westphalen, Caspar Scheuren, 1852
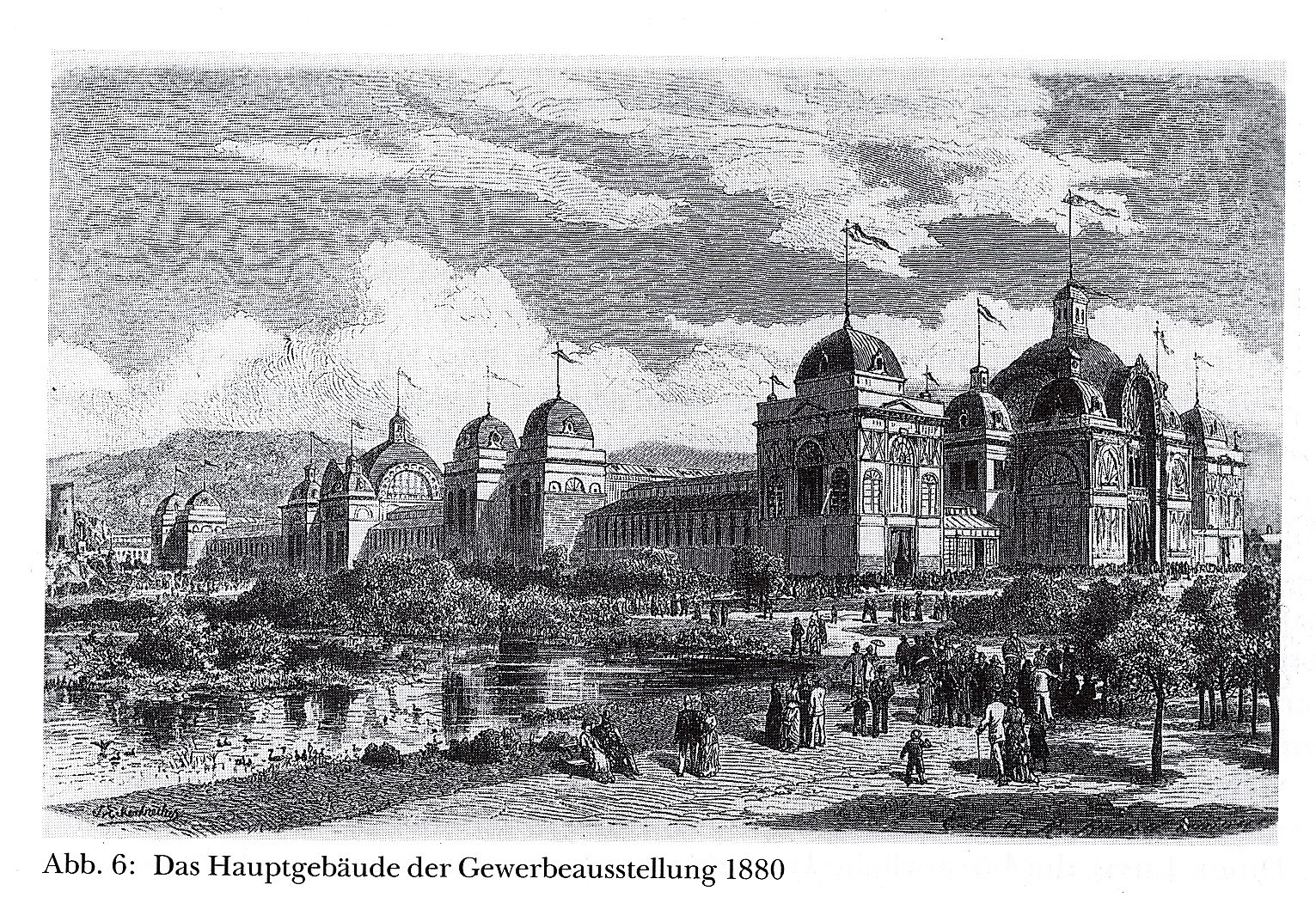
Hauptgebäude für die Gewerbe- und Kunstausstellung 1880, Stich nach einer Zeichnung von Themistokles von Eckenbrecher
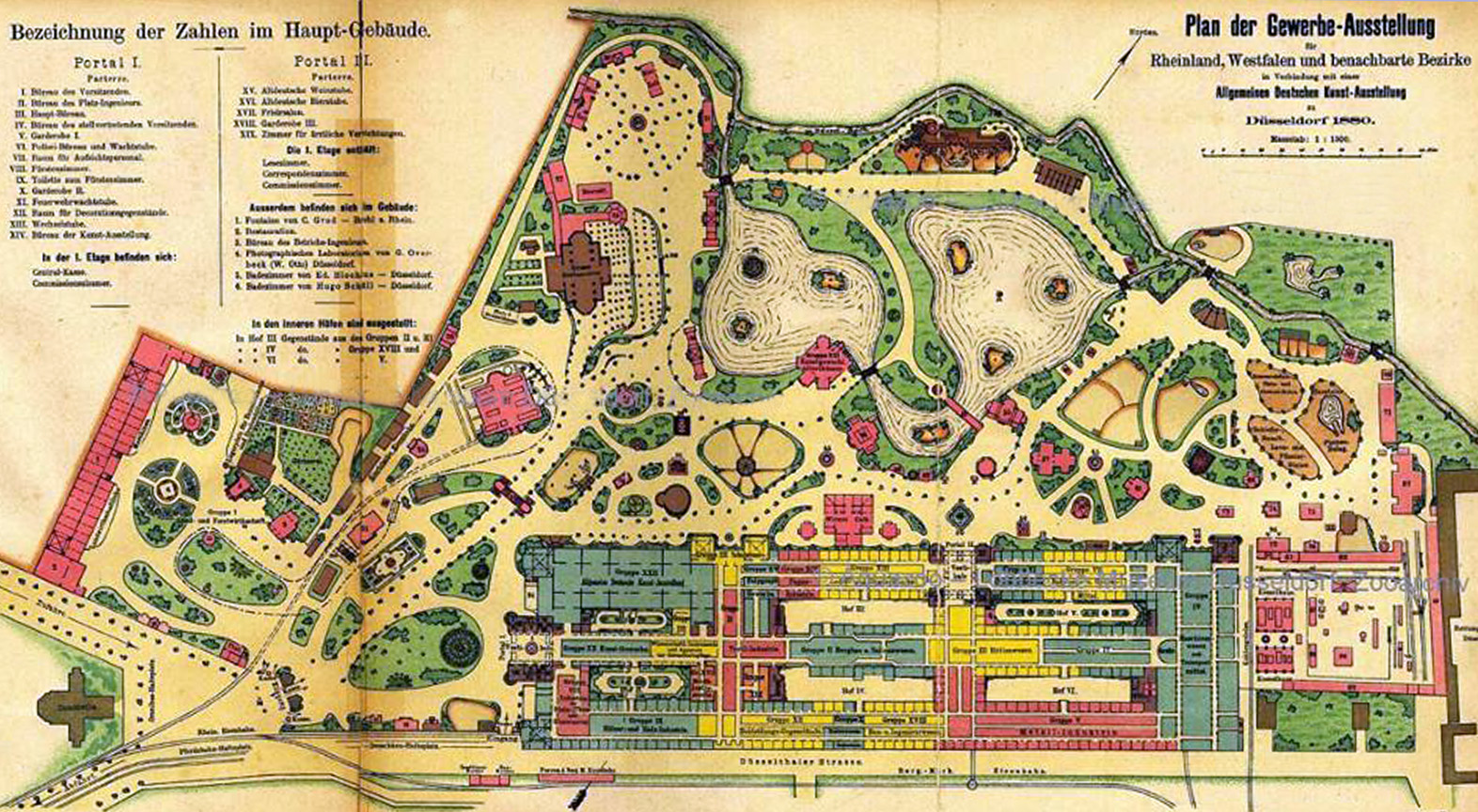
Plan der Gewerbe- und Kunstausstellung 1880

### Entwicklung des Messestandorts
Auf den Erfolg der vorhergehenden Ausstellungen aufbauend, begannen 1898 die Verbände der rheinisch-westfälischen Stahl- und Eisenindustrie sowie Vertreter anderer Wirtschaftszweige mit den Vorbereitungen für die Industrie-, Gewerbe- und Kunstausstellung im Jahr 1902. Diese bedeutende Leistungsschau erstreckte sich von Golzheim über den Ehrenhof bis in den Hofgarten und ermöglichte über 2.500 Ausstellern, ihre Waren und Dienstleistungen zu präsentieren. Vor allem Unternehmen der Montanindustrie aus dem Ruhrgebiet, darunter Krupp, der Hörder Bergwerks- und Hütten-Verein sowie der Bochumer Verein, nahmen an der Ausstellung teil und errichteten dafür große Hallen.
Diese Veranstaltung festigte den Ruf Düsseldorfs als bedeutendes Zentrum für Industrie und Handel und zog sowohl Fachpublikum als auch internationale Gäste an. Auch die Städte-Ausstellung 1912, die sich mit modernen Unternehmen und städtischen Entwicklungen befasste, trug zur Stärkung der Position Düsseldorfs als Ausstellungsstandort bei. Eine für 1915 geplante weitere Großausstellung musste jedoch aufgrund des Ausbruchs des Ersten Weltkriegs abgesagt werden.
In den 1920er Jahren, während der Weimarer Republik, wurde Düsseldorf erneut Schauplatz einer Großveranstaltung. Die „Große Ausstellung für Gesundheitspflege, Soziale Fürsorge und Leibesübungen“ (kurz GeSoLei) fand 1926 statt und zog rund 7,5 Millionen Besucher an. Damit war sie die größte Messe Deutschlands zu dieser Zeit. Die Ausstellung thematisierte vorwiegend das Gesundheitswesen sowie Fortschritte in der Wirtschaft und im Städtebau.
Die GeSoLei fand auf einem 400.000 Quadratmeter großen Gelände in den Stadtteilen Pempelfort und Golzheim statt, auf dem bereits 1902 die Industrie-, Gewerbe- und Kunstausstellung abgehalten worden war. Zahlreiche Bauten, wie die Tonhalle und der Ehrenhof, wurden eigens für diese Veranstaltung errichtet und prägen noch heute das Stadtbild Düsseldorfs. Die GeSoLei war ein bedeutendes gesellschaftliches Ereignis und trug maßgeblich zur internationalen Wahrnehmung Düsseldorfs bei.

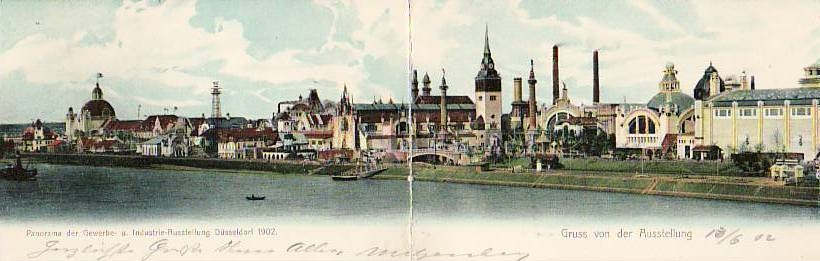
Panorama der Ausstellung 1902, Ansicht von der Oberkasseler Brücke
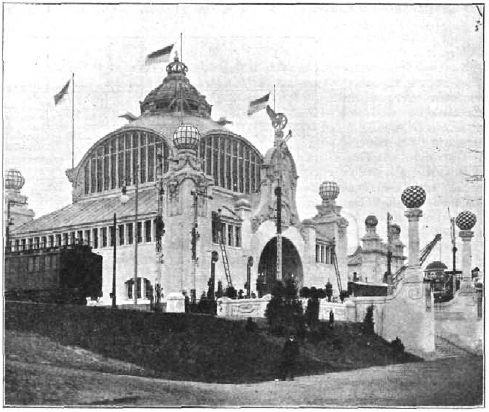
Ausstellungsgebäude der Staatsbahn zur Industrie- und Gewerbeausstellung 1902
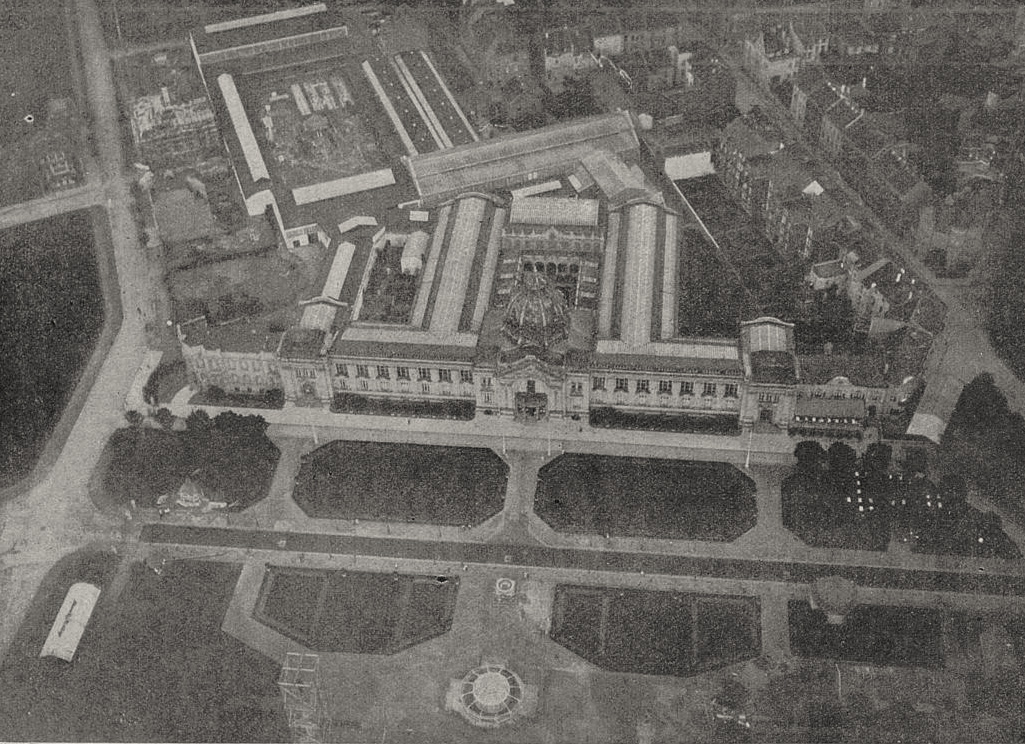
Ausstellungsgebäude der Städte-Ausstellung Düsseldorf 1912, aufgenommen aus dem Parseval-Luftschiff „Charlotte“ von dem Fotografen Julius Söhn
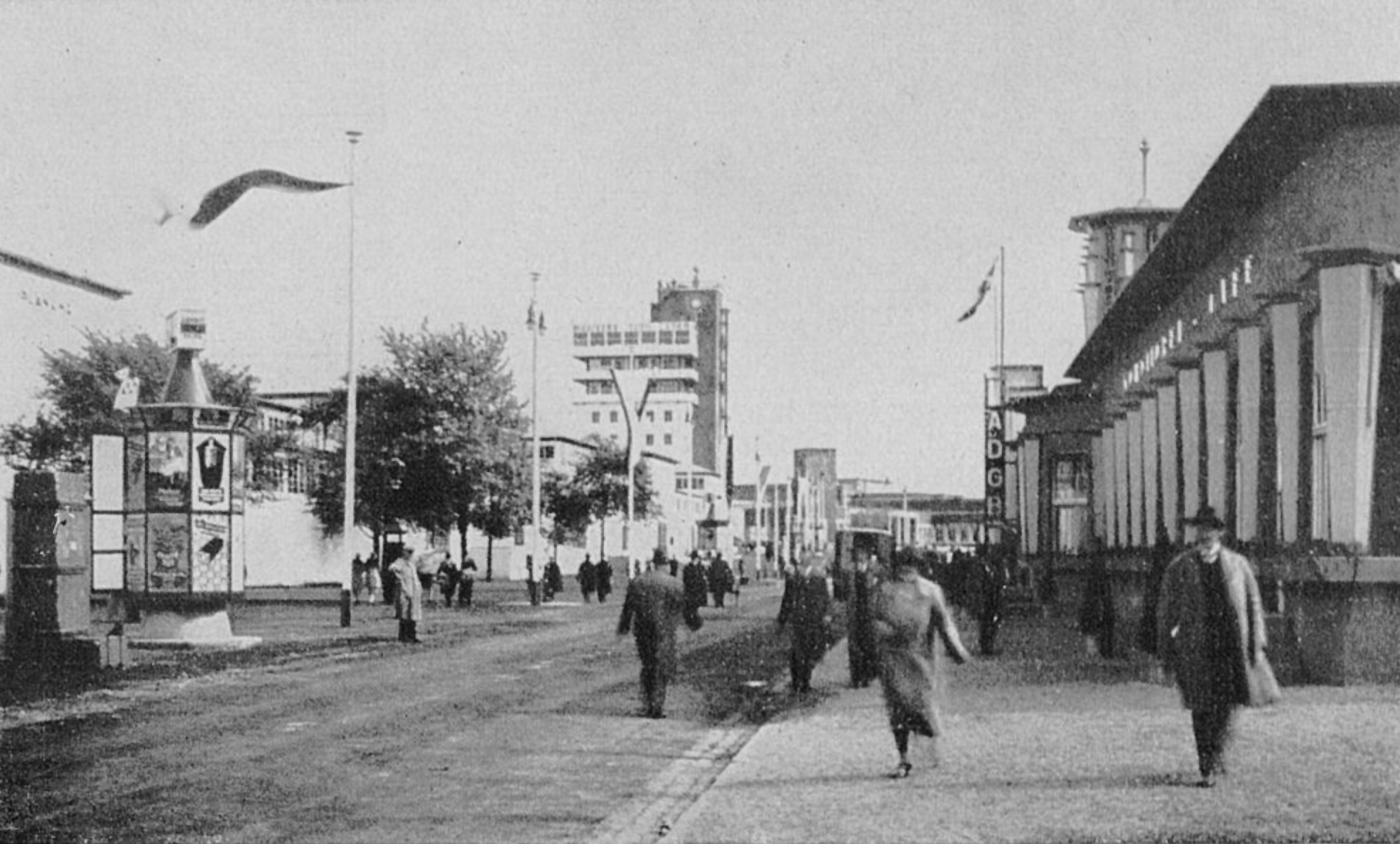
Ausstellungsstraße auf der GeSoLei, 1926
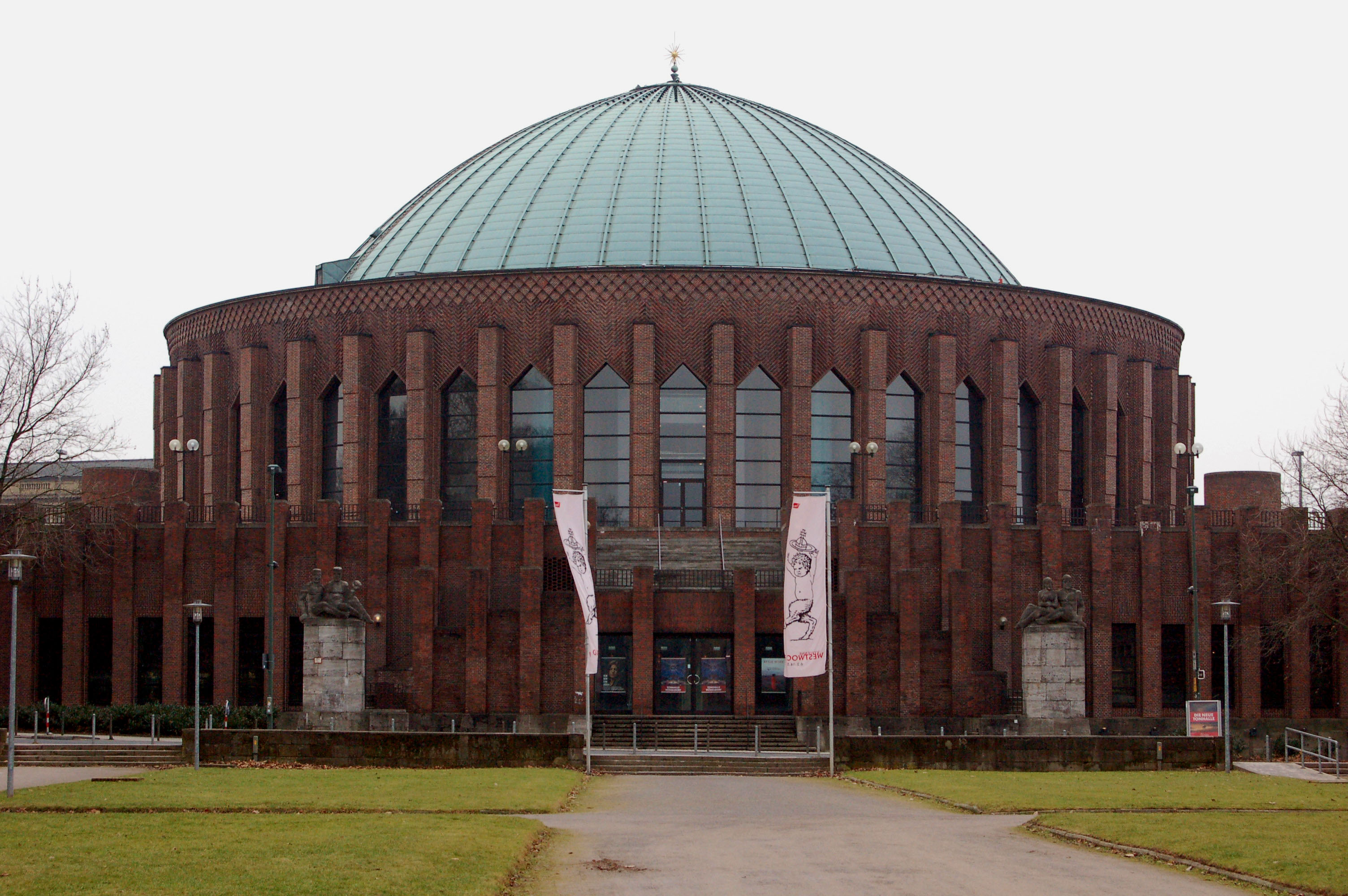
Tonhalle Düsseldorf, Ausstellungsort der GeSoLei 1926

### Messe während des Nationalsozialismus
Während der Zeit des Nationalsozialismus fand 1937 die Reichsausstellung Schaffendes Volk auf dem Gelände des heutigen Nordparks statt. Diese Ausstellung war stark von der NS-Propaganda geprägt und diente dazu, die nationalsozialistische Weltanschauung sowie die vermeintliche Überlegenheit des deutschen Volkes zur Schau zu stellen. Düsseldorf wurde dafür zum „Reiseziel des Jahres 1937“ ernannt, um möglichst viele Besucher anzulocken. Gezeigt wurden Leistungen in den Bereichen Werkstoffe, Industrie und Wirtschaft, Raumwirtschaft und Städtebau sowie Gartenkultur und Kunst. Zahlreiche Gebäude, Skulpturen und Grünanlagen wurden eigens für diese Veranstaltung errichtet und sind heute noch im Nordpark zu sehen. Die Ausstellung verdeutlichte die enge Verknüpfung von Messeaktivitäten und politischer Propaganda während des Dritten Reiches.

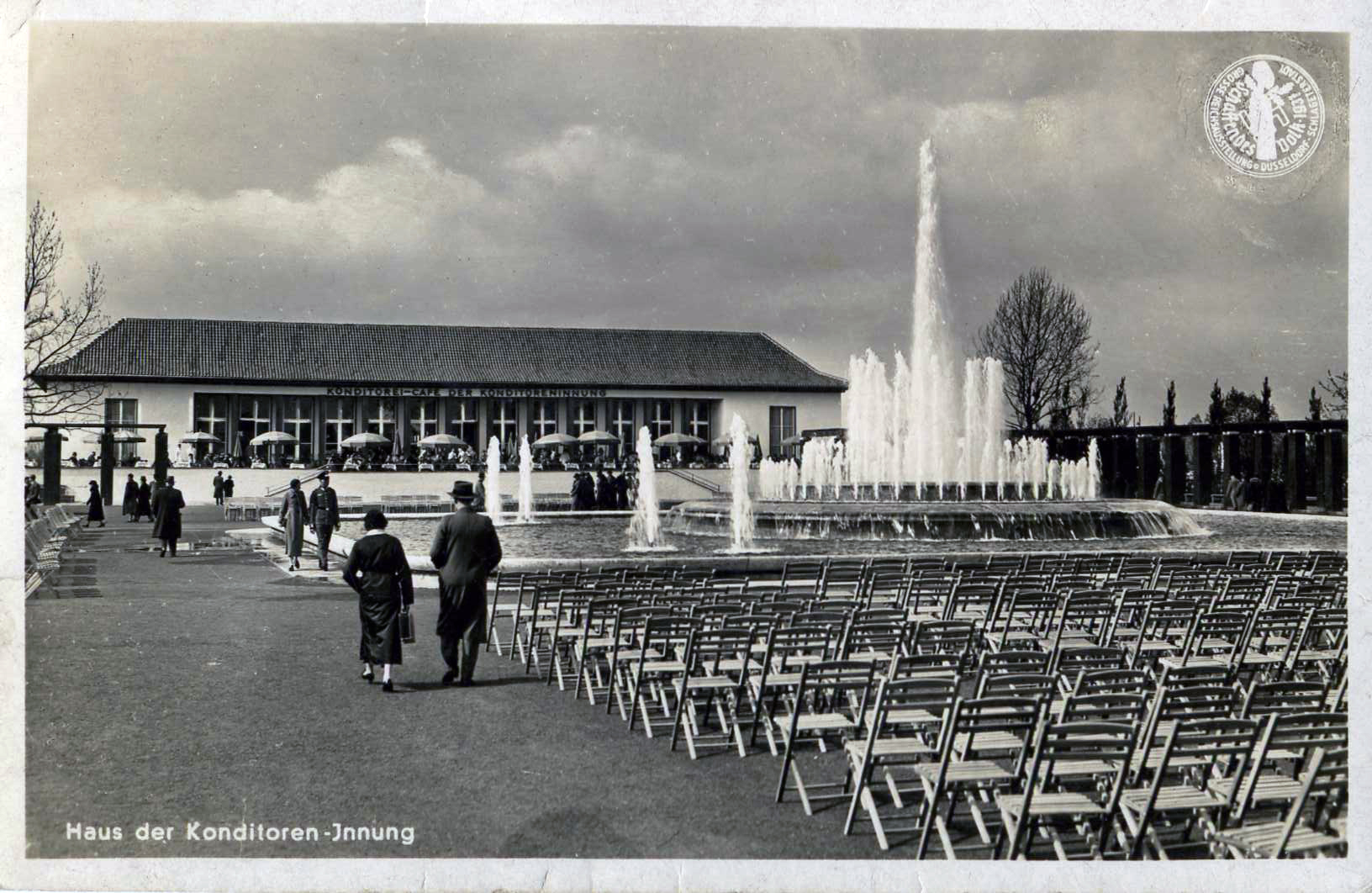
Haus der Konditoren während der Reichsausstellung Schaffendes Volk 1937
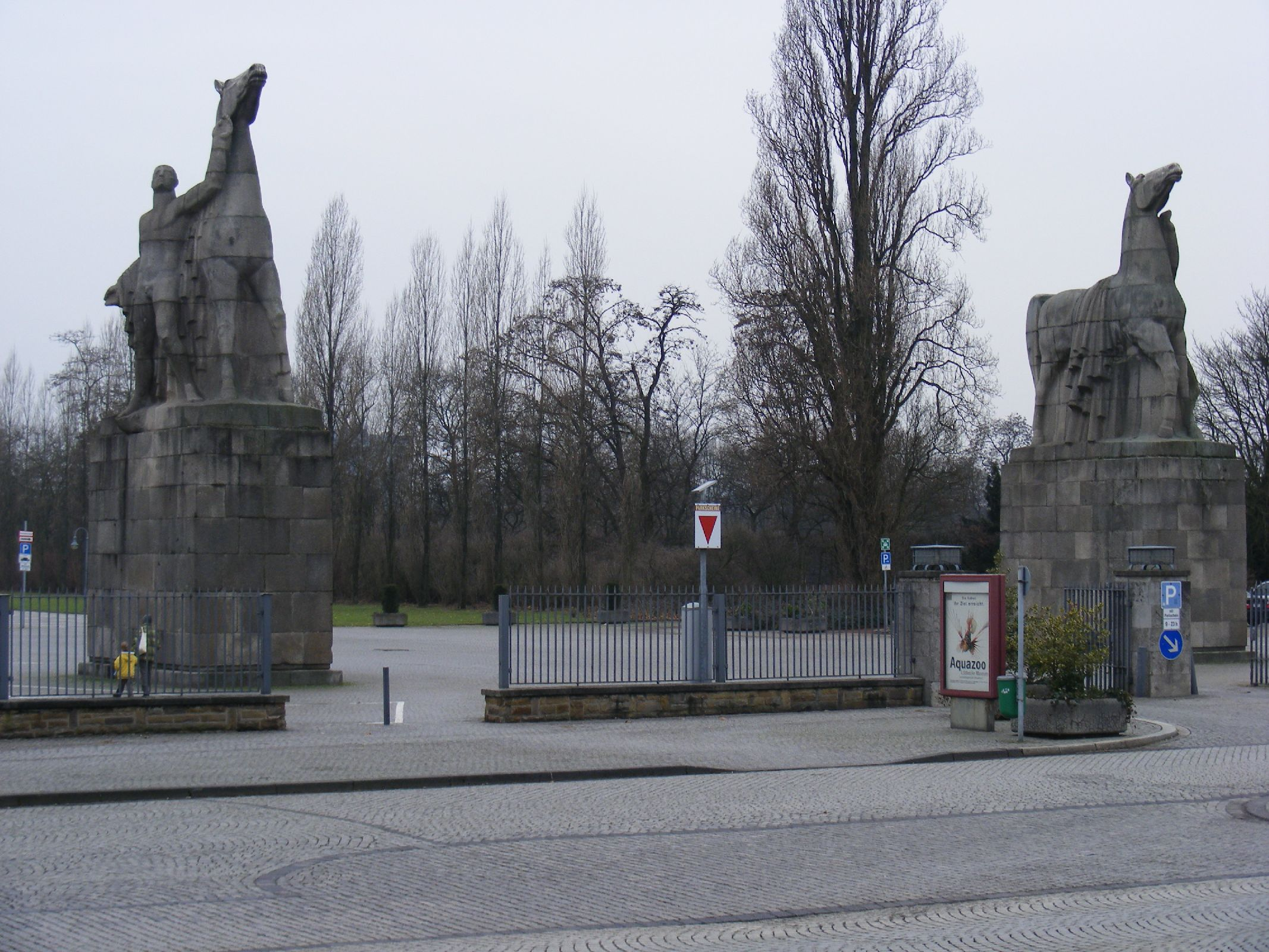
Skulpturengruppe Die Rossebändiger von Edwin Scharff als Relikt der Reichsausstellung Schaffendes Volk im Nordpark Düsseldorf

### Wiederaufbau und Expansion

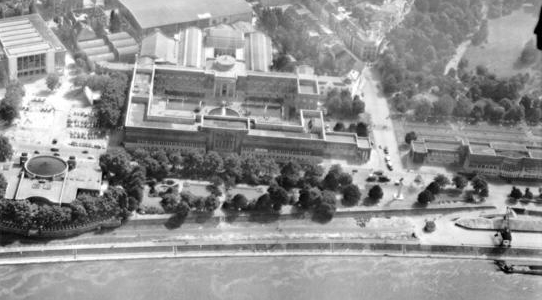
Blick auf den Ehrenhof 1953, von 1947 bis 1971 Ausstellungsgelände der Messe Düsseldorf

Nach dem Ende des Zweiten Weltkriegs lag das Messewesen in Düsseldorf, wie in vielen anderen Städten, zunächst brach. Viele Messegebäude waren zerstört oder beschädigt, und die wirtschaftlichen Strukturen mussten neu aufgebaut werden. Im Jahr 1947 erfolgte schließlich die Gründung der Träger- und Betriebsgesellschaft in ihrer heutigen Form.
Erste Nachkriegsausstellungen fanden auf dem Gelände in Golzheim statt, das bereits vor dem Krieg für Messen genutzt worden war. Eine der ersten großen Veranstaltungen war die Export-Messe 1949, die der westdeutschen Industrie dabei half, wieder internationale Kontakte zu knüpfen und den wirtschaftlichen Wiederaufbau zu fördern. Diese Messe markierte den Beginn der rasanten Entwicklung Düsseldorfs zu einem der wichtigsten Messestandorte in der Bundesrepublik Deutschland.
In den 1950er und 1960er Jahren expandierte die Messe Düsseldorf kontinuierlich. Mit dem wirtschaftlichen Aufschwung der Bundesrepublik nahm die Bedeutung internationaler Fachmessen zu, und die Messegesellschaft richtete sich strategisch darauf aus, solche Veranstaltungen zu organisieren. Bereits 1951 wurde die K (Kunststoffmesse), eine der weltweit führenden Messen der Kunststoffindustrie, ins Leben gerufen. 1963 fand die erste Boot Düsseldorf als internationale Messe für Wassersport statt und entwickelte sich rasch zur größten Bootsmesse der Welt. Diese Messen trugen erheblich zur internationalen Vernetzung und Profilierung Düsseldorfs als globales Messezentrum bei.
Die 1970er und 1980er Jahre waren von weiterer Expansion und Spezialisierung geprägt. 1971 zog die Messe Düsseldorf auf ein neues Gelände am Rhein in Stockum um, das mit modernen Hallen und einer besseren Infrastruktur ausgestattet war. Hier fanden fortan zahlreiche bedeutende Messen statt, darunter die Medica, die sich zur weltweit führenden Messe für Medizintechnik entwickelte.

### Wandel des Profils

Logo bis November 2024

Bis 1990 hatte sich die Messe Düsseldorf zu einem der führenden internationalen Messeveranstalter etabliert, dessen Veranstaltungen Fachleute aus aller Welt anzogen und die Stadt Düsseldorf als bedeutenden Messestandort festigten. Nach der Deutschen Wiedervereinigung lag der Fokus zunehmend auf der Internationalisierung und der Ausweitung des globalen Geschäfts. Die Messegesellschaft erweiterte ihr Portfolio im Ausland und gründete Tochtergesellschaften sowie Gemeinschaftsunternehmen in wichtigen Märkten wie China, Russland, Indien und den Vereinigten Staaten. Die Zahl der internationalen Fachmessen nahm zu, und Düsseldorf wurde zu einem globalen Knotenpunkt für Industrieausstellungen.
Von 2000 bis 2020 wurde das Messegelände in Stockum umfangreich modernisiert und erweitert, um den steigenden Anforderungen an eine moderne Infrastruktur gerecht zu werden. Neben der kontinuierlichen Weiterentwicklung etablierter Ausstellungen führte die Messe Düsseldorf auch neue Formate ein, die sich an spezifische Branchen richteten. Der Dienstleistungsbereich wurde ebenfalls ausgebaut, sodass Aussteller und Besucher von maßgeschneiderten Lösungen profitieren konnten.
Zwischen 2020 und 2022 musste sich die Messegesellschaft, wie die gesamte Branche, den Herausforderungen der Digitalisierung und der Corona-Pandemie stellen. Digitale Messeformate und hybride Veranstaltungen gewannen an Bedeutung, um auch unter veränderten Bedingungen internationale Märkte zu bedienen. Die Messe Düsseldorf treibt seit 2023 verstärkt ihre internationale Expansion voran, um sich für die Zukunft zu rüsten und weiterhin eine führende Rolle in der globalen Messewelt einzunehmen.

## Unternehmensstruktur

### Betriebsgesellschaften
Die Messe Düsseldorf GmbH ist eine Gesellschaft mit beschränkter Haftung (GmbH) und hat ihren Sitz in Düsseldorf, Nordrhein-Westfalen. Die Gesellschaft wurde 1947 als Nordwestdeutsche Ausstellungs-Gesellschaft mbH (NOWEA) gegründet und ist auf die Organisation und Durchführung von Messen, Kongressen und Veranstaltungen spezialisiert. Ihr Geschäftszweck umfasst die Planung, Durchführung und Vermarktung von internationalen Fachmessen, insbesondere in den Bereichen Maschinenbau, Gesundheit und Medizintechnik, Lifestyle und Beauty, Freizeit sowie Handel, Handwerk und Dienstleistungen.
Zur Unterstützung ihrer globalen Aktivitäten verfügt die Messe Düsseldorf über sieben Tochtergesellschaften im Ausland. Diese Tochtergesellschaften sind in strategisch wichtigen Märkten aktiv und tragen zur internationalen Präsenz und dem Wachstum der Messe Düsseldorf bei.

### Gesellschafter
Die Gesellschafterstruktur der Messe Düsseldorf GmbH setzt sich überwiegend aus der Stadt Düsseldorf, dem Land Nordrhein-Westfalen, der Industrie- und Handelskammer Düsseldorf und der Handwerkskammer Düsseldorf zusammen. Diese Gesellschafter sind maßgeblich an der Ausrichtung und den strategischen Entscheidungen der Messegesellschaft beteiligt. Die Stadt Düsseldorf hält eine wesentliche Beteiligung, wodurch sie direkten Einfluss auf die Entwicklung und die operativen Entscheidungen der Messe Düsseldorf nimmt.

### Leitung
Das Unternehmen wird von drei Geschäftsführern geleitet, die operative Führung und die strategische Ausrichtung der Messegesellschaft verantwortlich sind: einem Vorsitzenden der Geschäftsführung, einem operativen Geschäftsführer und einem Geschäftsführer Finanzen und Infrastruktur. Die Geschäftsführung wird von einem Aufsichtsrat überwacht, der die Interessen der Gesellschafter vertritt und die Geschäftstätigkeiten der Messe Düsseldorf kontrolliert. Der Aufsichtsrat besteht aus Vertretern der Gesellschafter, der Lokal- und Landespolitik sowie aus Arbeitnehmervertretern der Messe Düsseldorf.

## Geschäftstätigkeit

### Strategie und Kernbereiche
Das Kerngeschäft der Messe Düsseldorf umfasst die Planung, Ausrichtung und Vermarktung von Messen in verschiedenen Branchen, darunter Maschinenbau, Gesundheit und Medizintechnik, Lifestyle und Beauty, Freizeit sowie Handel, Handwerk und Dienstleistungen. Die Messegesellschaft strebt eine Spezialisierung und Internationalisierung an, um den unterschiedlichen Bedürfnissen der internationalen Märkte gerecht zu werden. Ein wesentlicher Bestandteil der Geschäftstätigkeit ist die Durchführung von Branchenleitmessen, die als zentrale Plattformen für Fachbesucher und Aussteller dienen.

### Wichtigste Messen und Veranstaltungen
Die Messe Düsseldorf veranstaltet im Jahr rund 25 Messen und 50 weitere Veranstaltungen weltweit. Viele Messen sind nicht nur für die Branche von großer Bedeutung, sondern auch Schlüsselfaktoren für die internationale Ausrichtung und den Erfolg des Wirtschafts- und Messestandorts Düsseldorf.
- Besonders hervorzuheben ist die K, die alle drei Jahre stattfindende Messe für Kunststoff- und Kautschuk-Industrie, die als internationale Leitmesse in ihrem Bereich gilt.
- Die Medica, die größte Messe für Medizintechnik, Gesundheit und Pflege, zieht Fachbesucher aus aller Welt an und präsentiert die neuesten Entwicklungen in der medizinischen Branche.
- Ein weiterer Höhepunkt ist die Boot Düsseldorf, die größte Wassersportmesse weltweit, die sich als bedeutende Plattform für Innovationen und Trends im Wassersport etabliert hat.
- Weiterhin gehört die Interpack, eine führende Messe für Verpackungsmaschinen und -technologien, zu den zentralen Veranstaltungen der Messe Düsseldorf. Die Drupa bringt alle vier Jahren die Weltmarktführer der Druckindustrie zusammen.

### Messegelände in Düsseldorf

#### Hallen
Das heutige Messegelände der Messe Düsseldorf entstand im Zuge eines umfassenden Neubaus im Jahr 1971 und wurde seither kontinuierlich modernisiert und erweitert. Die Gesamtfläche beträgt 613.000 m², davon 305.727 m² Ausstellungsfläche verteilt auf 18 Hallen mit 262.727 m², von denen bis Ende 2020 bereits 12 Hallen modernisiert oder neu errichtet wurden. Hinzu kommen 43.000 m² Ausstellungsfläche außen.
Zentrale Projekte der letzten Jahrzehnte waren der Bau der Halle 1 (12.027 m²) und des Eingangs Süd von 2017 bis 2020 sowie der multifunktionalen Halle 6 im Jahr 2000 mit einer Fläche von 24.635 m². Weitere bedeutende Erweiterungen waren der Neubau des Eingangs Nord und der dazugehörige U-Bahnhof der Stadtbahn Düsseldorf im Jahr 2004 sowie die Eröffnung der Hallen 8a und 8b in den Jahren 2004 und 2007.

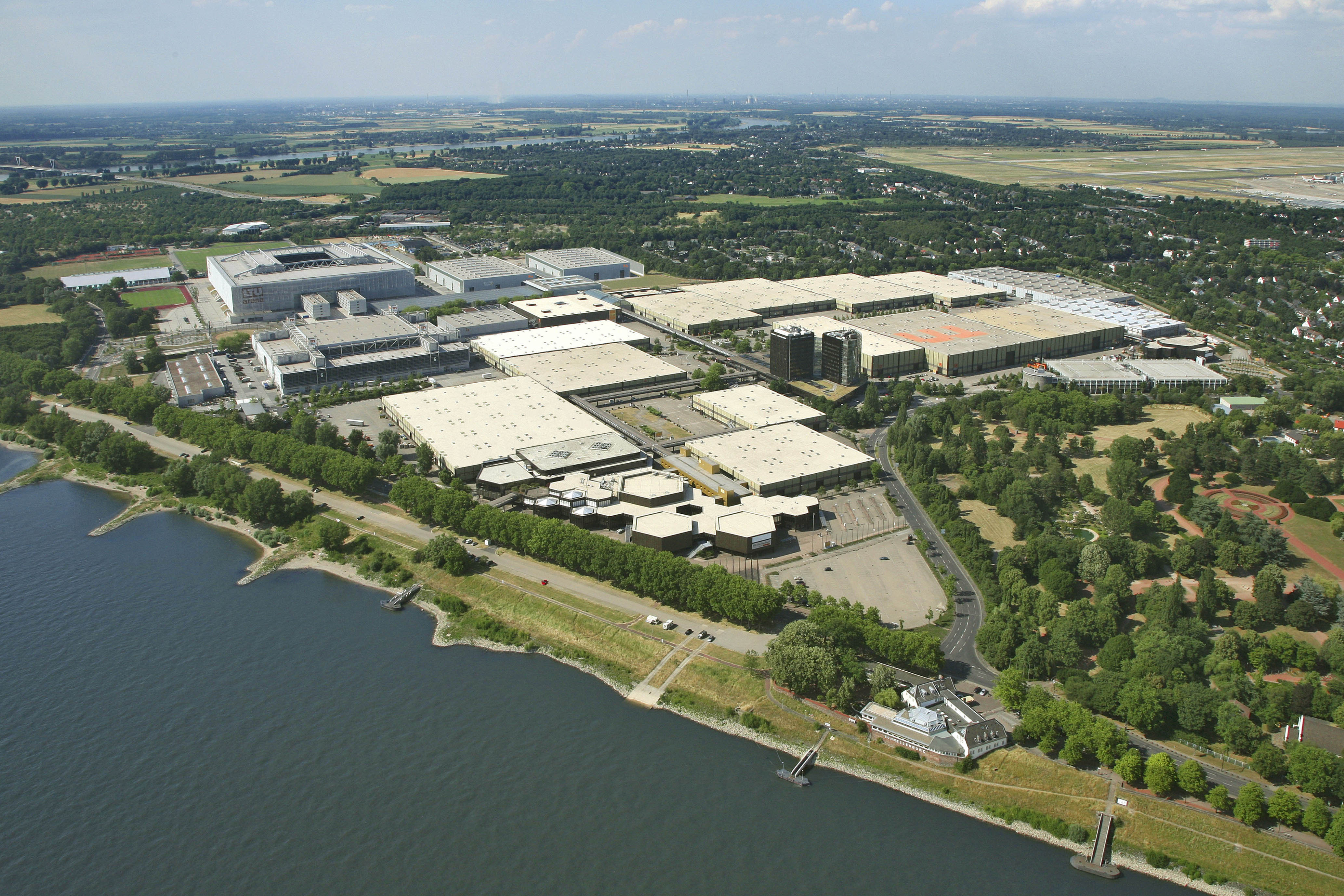
Messegelände der Messe Düsseldorf GmbH
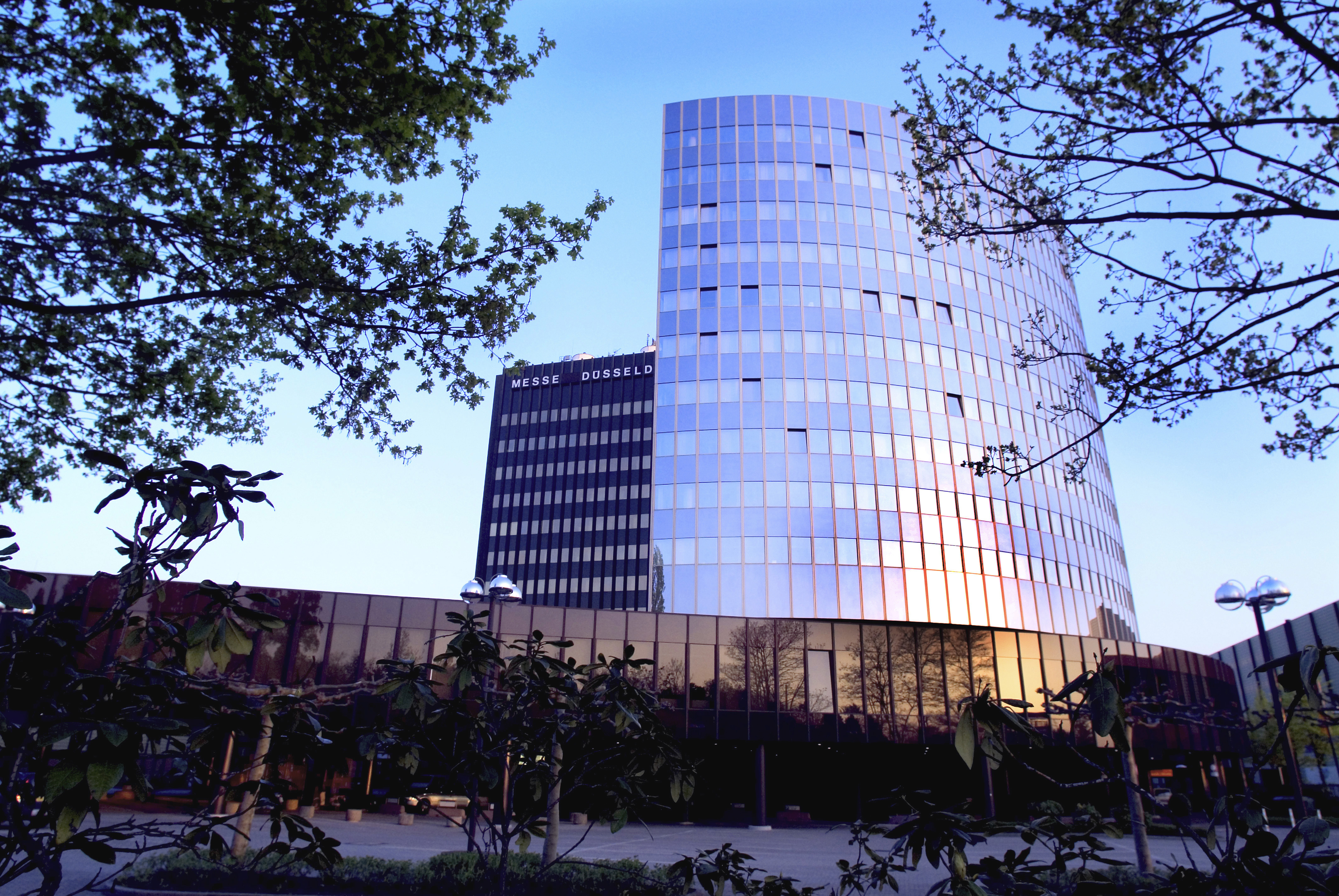
Verwaltungsgebäude der Messe Düsseldorf GmbH
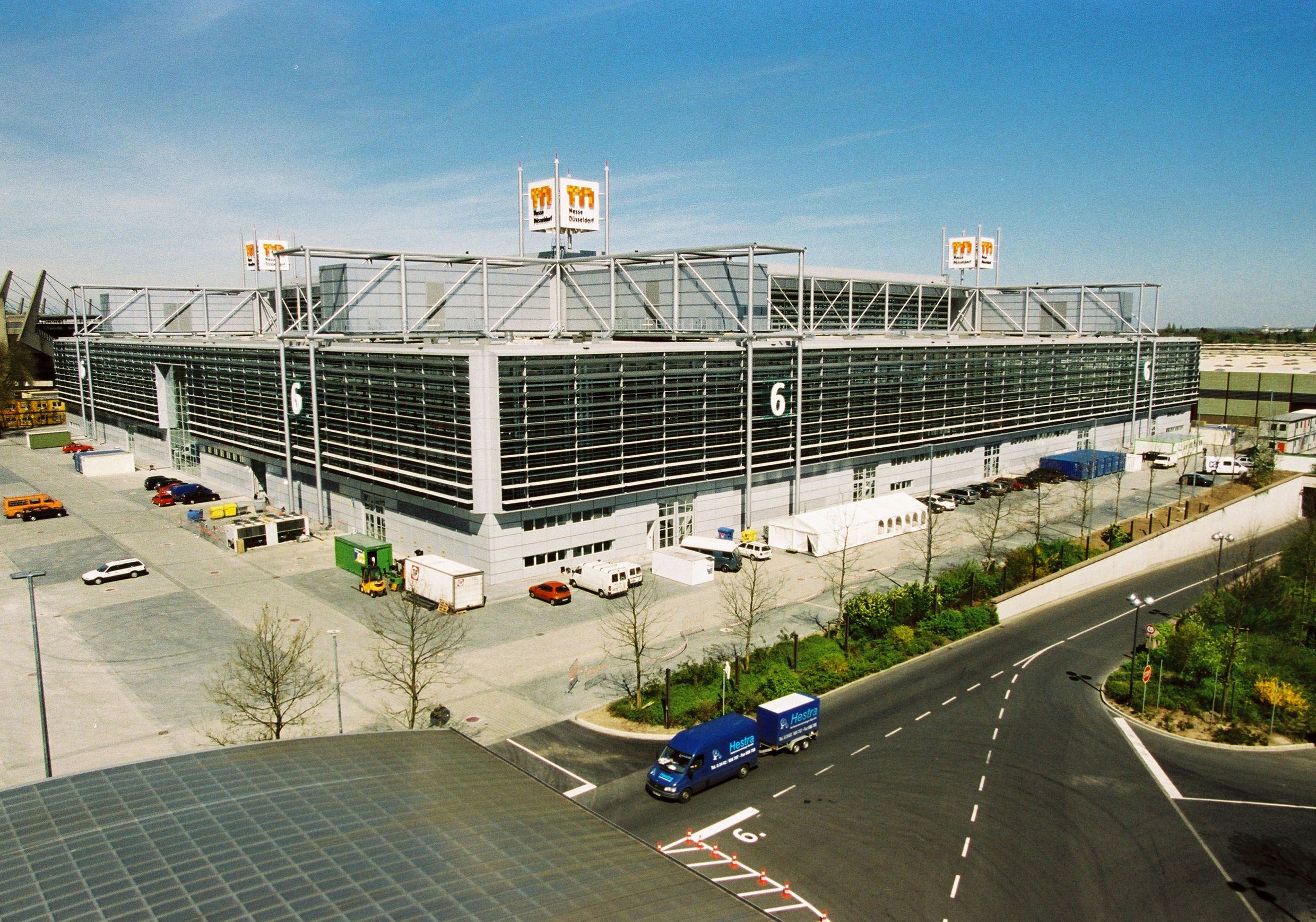
Halle 6 – „Rheinhalle“
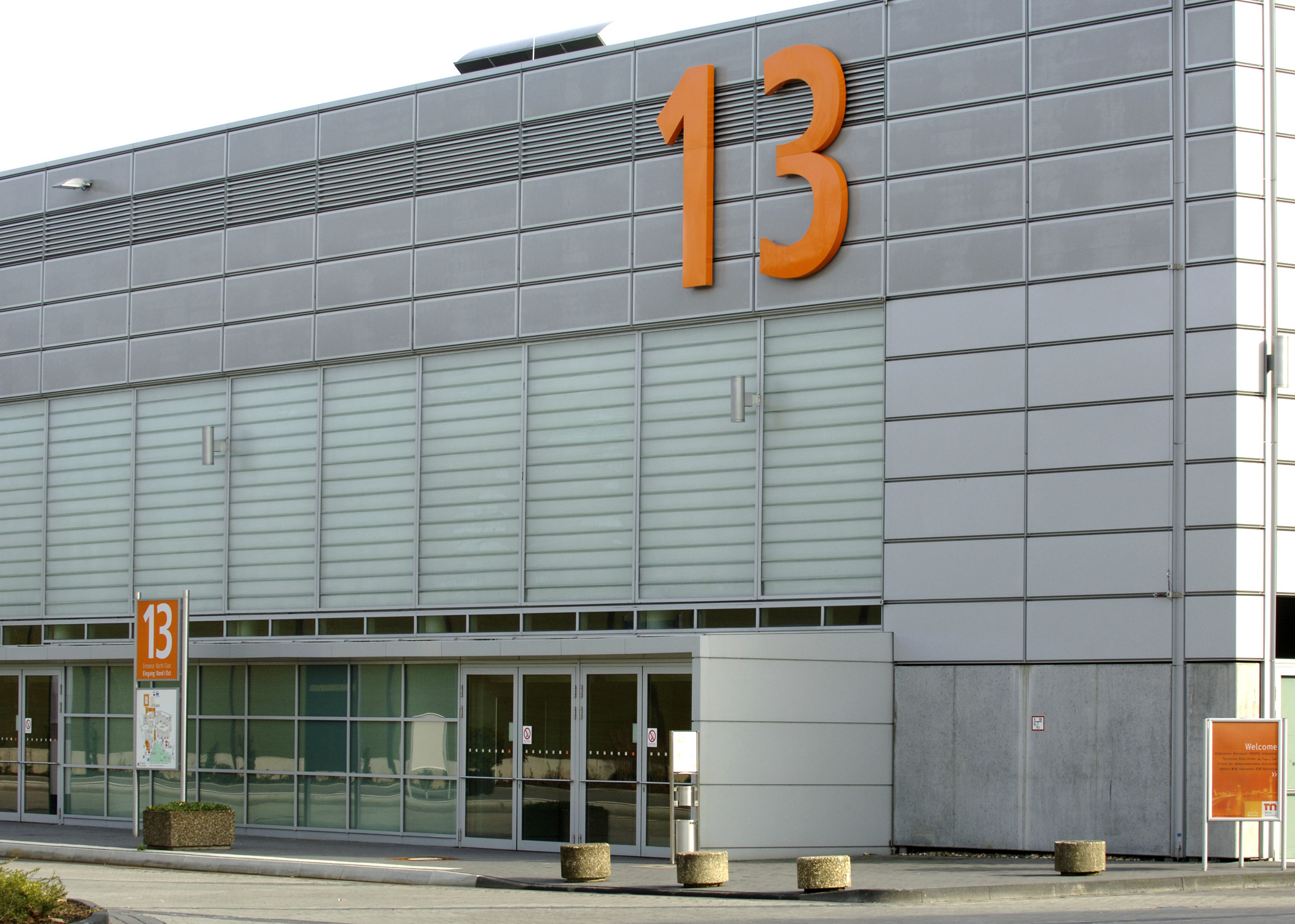
Eingang Nord-Ost
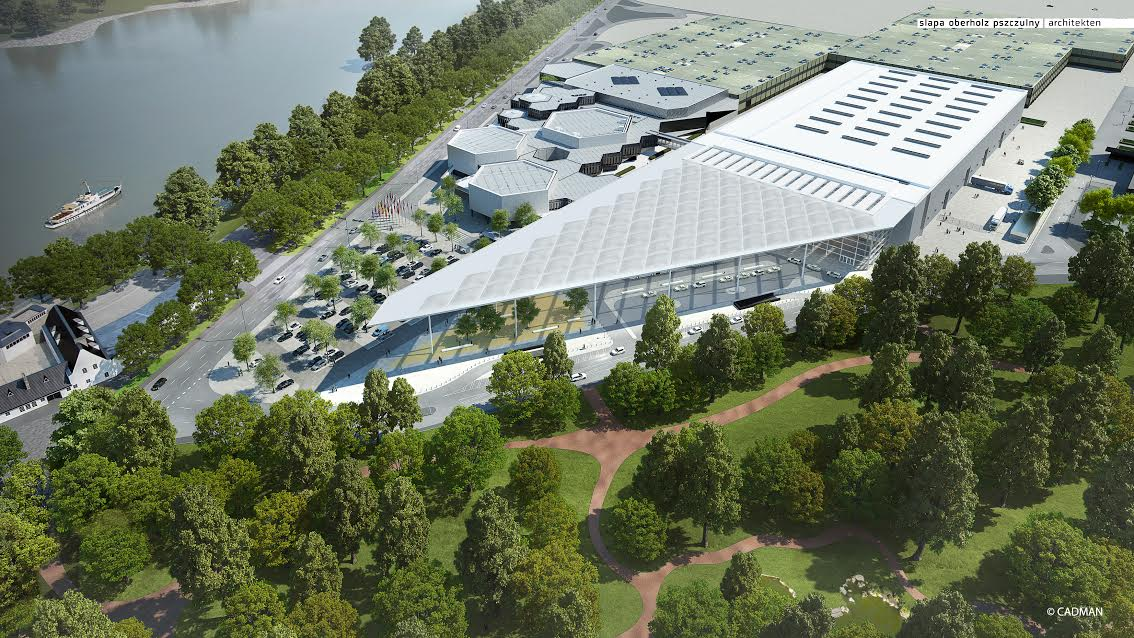
Animation neuer Südeingang

#### Architektur
Das Messegelände ist architektonisch durch eine ringförmige Anordnung der Hallen geprägt, die durch geschlossene Gänge miteinander verbunden sind und so eine flexible Nutzung der Ausstellungsfläche ermöglichen. Die Hallen variieren in der Größe zwischen 4.000 m² und 25.000 m², wodurch sie sich für Veranstaltungen unterschiedlicher Größenordnung eignen.
Im Süden des Geländes befinden sich die Verwaltungsgebäude der Messe Düsseldorf, die in zwei markanten Hochhäusern untergebracht sind. Eine Besonderheit stellt die Halle 6 dar, die durch ihre direkte Verbindung zur benachbarten Merkur Spiel-Arena auch unabhängig vom übrigen Messegelände genutzt werden kann. Dadurch eignet sie sich für Großveranstaltungen und Konzerte.

#### Verkehrsanbindung

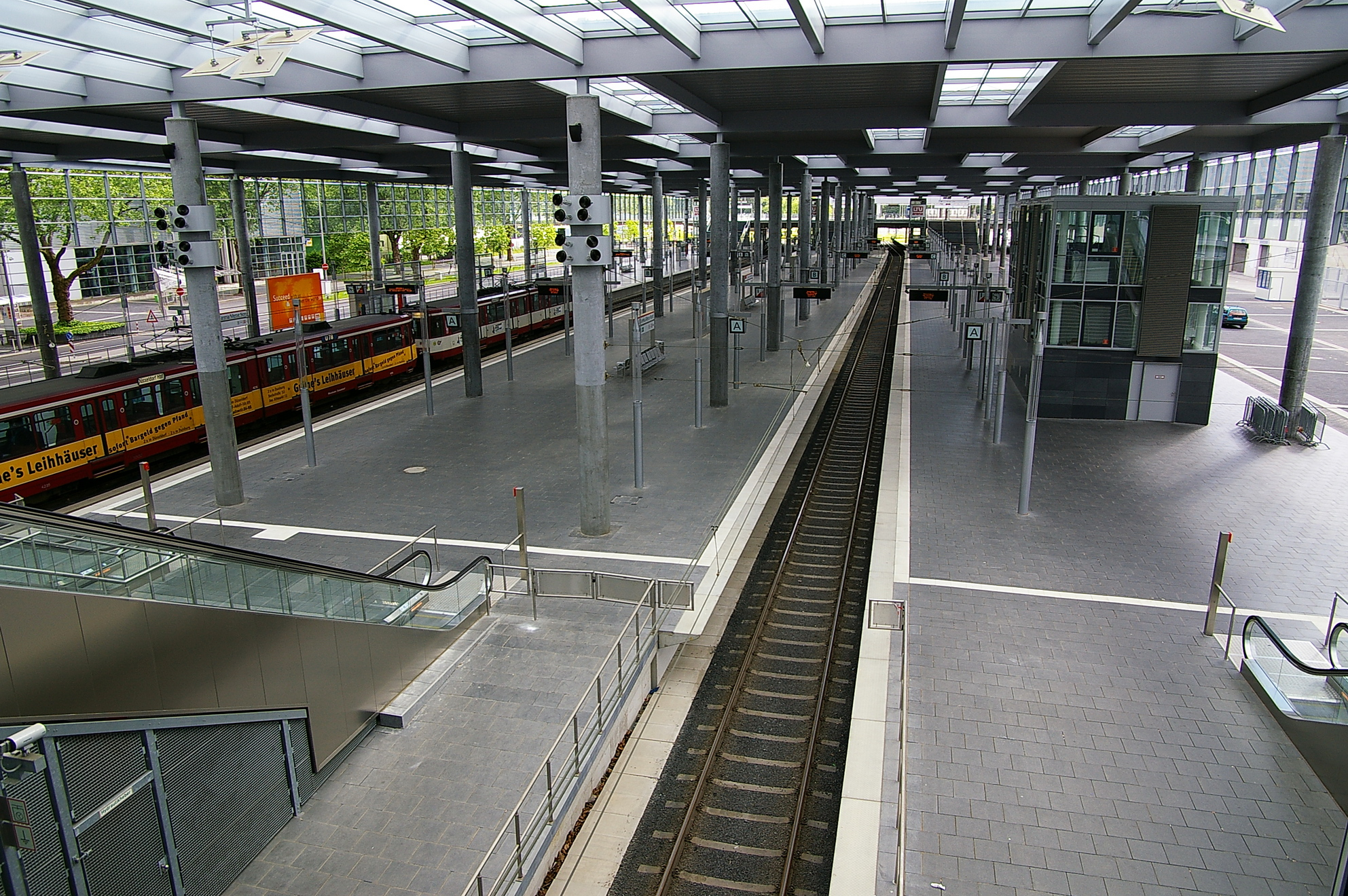
Bahnhof Merkur Spiel-Arena/Messe Nord

Die Verkehrsanbindung der Messe Düsseldorf ist überdurchschnittlich. Nördlich des Geländes verläuft die Autobahn A 44, die einen direkten Zugang zur Messe über die eigene Anschlussstelle Nr. 29 Düsseldorf-Messe/Arena ermöglicht. Parkflächen sowie ein Caravan-Center stehen den Besuchern zur Verfügung. Für Aussteller gibt es spezielle Parkplätze in unmittelbarer Nähe.
Der Düsseldorfer Flughafen liegt nur wenige Kilometer vom Messegelände entfernt, was eine schnelle Anreise für internationale Gäste sicherstellt. Über das ausgebaute Stadtbahnnetz ist die Messe in nur 15–20 Minuten vom Hauptbahnhof Düsseldorf erreichbar, sodass auch andere Ziele in Düsseldorf und dem Umland, wie Duisburg, mit öffentlichen Verkehrsmitteln leicht erreichbar sind.
| Ein-/Ausgang | Nächste Haltestelle                                | Linie und wichtige Haltestellen auf dem Linienweg |
| ------------ | -------------------------------------------------- | --- |
| Messe Nord   | Merkur Spiel-Arena/Messe Nord                      | U 78 Freiligrathplatz – Heinrich-Heine-Allee – Düsseldorf Hbf 896 Flughafen Terminal A/B/C |
| Messe Ost    | Messe, Osteingang                                  | 722 Messe Ost / Stockumer Kirchstraße – Pempelforter Straße – Düsseldorf Hbf – Eller, Vennhauser Allee 896 Flughafen Terminal A/B/C |
| Messe Ost    | Messe Ost / Stockumer Kirchstraße (600 m entfernt) | U 78 Heinrich-Heine-Allee – Düsseldorf Hbf U 79 Heinrich-Heine-Allee – Düsseldorf Hbf – Universität Ost / Botanischer Garten U 79 Freiligrathplatz – Kaiserswerth, Klemensplatz – Duisburg Hbf – Duisburg-Meiderich Bf SB 52 Freiligrathplatz – Hoterheide – Meerbusch-Osterath Bf |
| Messe Süd    | Messe Congress Center                              | 722 Messe Ost / Stockumer Kirchstraße – Pempelforter Straße – Düsseldorf Hbf – Eller, Vennhauser Allee 896 Flughafen Terminal A/B/C |

### Dienstleistungen
Die Messe Düsseldorf bietet neben der Organisation von Fachmessen eine Vielzahl an zusätzlichen Dienstleistungen an, die Aussteller und Besucher bei der erfolgreichen Durchführung ihrer Messeauftritte unterstützen. Dazu zählen insbesondere technische Dienstleistungen, etwa im Standbau und der Veranstaltungstechnik. Dazu kommen Logistik und Transport, Marketing und Kommunikation sowie Aussteller- und Besucherservices, beispielsweise im Catering.

## Kritik

### Verkehrschaos bei Großveranstaltungen
Während besonders großer Messen, wie der Boot Düsseldorf oder der Kunststoffmesse K, kommt es immer wieder zu Staus und Verkehrsproblemen rund um das Messegelände. Trotz der guten Anbindung an Autobahnen und den öffentlichen Nahverkehr wird das Verkehrsaufkommen bei vielfach besuchten Messen oft als unzureichend organisiert wahrgenommen.

### Auswirkungen der Bauarbeiten
Die umfangreichen Renovierungs- und Bauarbeiten am Messegelände, die bis 2030 andauern, führen immer wieder zu Beschwerden. Besucher und Aussteller bemängeln zeitweise Einschränkungen in der Erreichbarkeit oder der Nutzung bestimmter Messehallen. Besonders der Lärm und teilweise die Umleitungen auf dem Gelände wurden in der Vergangenheit kritisiert.

### Marktbeherrschung
Es gab vereinzelt Kritik, die Messe Düsseldorf nehme bei bestimmten Messen eine marktbeherrschende Stellung ein. Dies wurde vornehmlich in Bezug auf die K und die Medica diskutiert.